# Vodná nádrž Petrova Ves
Vodní nádrž Petrova Ves (slovensky Vodná nádrž Petrova Ves) je chráněný areál v katastrálním území obce Petrova Ves v okrese Skalica v Trnavském kraji na Slovensku. Území bylo vyhlášeno v roce 1996 a jeho rozloha je 34,8 hektaru. Předmětem ochrany je ornitologická lokalita s výskytem chráněných, vzácných a ohrožených hnízdících a tažných ptáků.